# Militärbefälhavare
En militärbefälhavare är en högre militär befälhavare, dock ej en militärs högste befälhavare, som leder styrkor inom ett geografiskt/militärterritoriellt område, eller inom ett specifikt ofta försvarsgrensövergripande ansvarsområde.

## Sverige
Militärbefälhavare (MB) var en militär totalförsvarsmyndighet på högre regional nivå i Sverige, och tillika befattningen som chef för denna myndighet. Militärbefälhavaren var i allt väsentligt chef för ett militärområde (Milo).
Inom varje militärområde, som i stort överensstämde med civilområdena, utnämndes av regeringen en militärbefälhavare. Befattningarna låg på nivån generalmajor (konteramiral) till generallöjtnant (viceamiral). Militärbefälhavarbefattningen i dess moderna form tillkom 1942 genom försvarsbeslutet 1942. I och med att Försvarsmakten den 1 juli 1994 blev en samlad myndighet, upphörde militärbefälhavaren att vara en egen myndighet, men fanns kvar som en befattning med samma funktion. 
Militärbefälhavarens roll var att i fred mot bakgrund av den operativa verksamheten, leda och samordna krigsförberedelsearbete, upprätthålla erforderlig insatsberedskap, och genomföra insatser inom incidentberedskapens ram. Befattningarna upphörde genom försvarsbeslutet 2000 den 30 juni 2000.

## USA

En karta som visar den geografiska uppdelningen av det amerikanska försvarets sex regionala försvarsgrensövergripande militärkommandon.

Militärbefälhavare, Combatant Commanders, är de högsta militära befälhavarna i USA:s försvarsdepartement som för operativt befäl över förband. Kommandokedjan går från presidenten via försvarsministern till 10 stycken fyrstjärniga militärbefälhavare som leder varsitt försvarsgrensövergripande militärkommando (Unified Combatant Command). Möjlighet finns att instifta militärkommandon som enbart omfattar styrkor från ett militärdepartement, s.k. specificerat kommando (Specified Command). Strategic Air Command (1946-1992) var ett specificerat kommando som enbart bestod av förband från USA:s flygvapendepartement.
Respektive kommandos uppdrag och ansvarsområde fastställs av Presidenten på försvarsministerns rekommendation årligen i den sk. Unified Command Plan. Militärbefälhavarna tilldelas förband av försvarsministern för att kunna fullfölja sina uppdrag: från andra militärbefälhavare eller från militärdepartementen. Sex av dessa kommandon har geografiskt ansvar för militära operationer i olika regioner i världen (United States Africa Command, USAFRICOM; United States Central Command, USCENTCOM; United States European Command, USEUCOM; United States Northern Command, USNORTHCOM; United States Pacific Command, USPACOM och United States Southern Command, USSOUTHCOM). Därutöver har fyra militärkommandon funktionella ansvarsområden; för gemensam utbildning och samordning (United States Joint Forces Command, USJFCOM); för kärnvapenarsenalen, rymdoperationer och cyberrymden (United States Strategic Command, USSTRATCOM); för specialförband (United States Special Operations Command, USSOCOM) och för transporter (United States Transportation Command, USTRANSCOM).